# Nisídha Pondikonísion
Nisídha Pondikonísion är en ö i Grekland.   Den ligger i prefekturen Nomós Evvoías och regionen Grekiska fastlandet, i den centrala delen av landet, 120 km norr om huvudstaden Aten. Arean är 0,49 kvadratkilometer.
Terrängen på Nisídha Pondikonísion är lite kuperad. Öns högsta punkt är 67 meter över havet. Den sträcker sig 0,7 kilometer i nord-sydlig riktning, och 1,1 kilometer i öst-västlig riktning.  I omgivningarna runt Nisídha Pondikonísion växer i huvudsak blandskog.